# Stavî, Kaharlîk
Stavî (în ucraineană Стави) este o comună în raionul Kaharlîk, regiunea Kiev, Ucraina, formată numai din satul de reședință.

## Demografie
Componența lingvistică a comunei Stavî
     Ucraineană (97,62%)
     Rusă (1,99%)
     Alte limbi (0,32%)
Conform recensământului din 2001, majoritatea populației comunei Stavî era vorbitoare de ucraineană (97,62%), existând în minoritate și vorbitori de rusă (1,99%).

## Legături externe
- pl Stawy, wieś przy połączeniu rzeki Horochowatki i Miry în Dicționarul geografic al Regatului Poloniei și al altor țări slave, volum XI (Sochaczew — Szlubowska Wola) 1890

- pl Stawy, gmina Stawy în Dicționarul geografic al Regatului Poloniei și al altor țări slave, volum XV, p. 2 (Januszpol — Wola Justowska)1902